# 90-та зенітна ракетна бригада (РФ)
90-та зенітна ракетна бригада (90 ЗРБр, в/ч 54821) — формування протиповітряної оборони Збройних сил Російської Федерації, розгорнуте у 2015 році. Перебуває у складі 49-ї загальновійськової армії.
Військовослужбовці бригади брали участь у війні на сході України.

## Історія
Бригада була передислокована у 2015 році до станиці Яблонівська Краснодарского краю з Новочеркаська у зв'язку з війною на Донбасі.
У 2024 році бригада була нагороджена орденом Суворова.

## Озброєння
На озброєнні бригади стоять системи ППО «Бук-М2».

## Структура
Станом на 2017 рік:
- штаб
- 3 зенітних ракетних дивізіони (КП 9С510)
- станція підсвітки цілей і наведення ракет 9С36
- станція виявлення і цілевказання 9С18M1-3 «Купол-М1»
- рота зв'язку (батарея управління)
- 3 зенітні ракетні батареї (2 од. 9А317 і 1 од. 9А316 в кожній)
- підрозділ технічного забезпечення і обслуговування

## Бойові операції

### Війна на Донбасі
У вересні 2015 року місія ОБСЄ сповістила, що зв'язок з її безпілотним літальним апаратом був втрачений неподалік села Сонцеве, що контролювалося проросійськими бойовиками. Бойовики не пустили співробітників місії на територію, де був втрачений безпілотник. У травні 2017 року пошуковець Askai встановив, що до збиття безпілотника моделі Schiebel Camcopter S-100, що належав ОБСЄ, був причетний кадровий офіцер 90-ї зенітно-ракетної бригади капітан Михайло Ус (рос. Михаил Ус). Він з бойовиками фотографувався на фоні збитого безпілотника.